# Henryk Skromny
Henryk Mieczysław Skromny (ur. 24 grudnia 1926 w Poznaniu, zm. 16 listopada 1962 w Bytomiu) – polski piłkarz, bramkarz. Pochowany na cmentarzu Mater Dolorosa w Bytomiu.

## Kariera piłkarska

### Kariera klubowa
Profesjonalną karierę zaczynał w Legii Warszawa. W klubie tym rozegrał trzy ligowe sezony (1948-1950), potem odszedł do bytomskiej Polonii. W Bytomiu grał – z przerwą na występy w Lechu (1957) – do 1959. W 1954 został mistrzem Polski. 

### Kariera reprezentacyjna
W kadrze debiutował 19 października 1947 w meczu z Jugosławią, ostatni raz zagrał w 1952. Znajdował się w kadrze na igrzyska olimpijskie w Helsinkach, jednak razem z kilkoma innymi piłkarzami pozostał w kraju. Łącznie w biało-czerwonych barwach rozegrał 7 spotkań.

## Sukcesy
- Mistrzostwo Polski (z Polonią Bytom): 1954